# ヴェラ事件
ヴェラ事件（ヴェラじけん、Vela incident）は、南大西洋の閃光（South Atlantic Flash）としても知られる、1979年9月22日にアメリカの核実験監視衛星「ヴェラ・ホテル」が南極大陸沖プリンス・エドワード諸島付近で「二重の閃光」を探知した事件。
閃光は核兵器由来のものだと考えられており、その中で最も有力な説は、南アフリカとイスラエルの共同核実験によるものだとされている 。このトピックは大きな議論となり、2016年にジョージ・ワシントン大学の国家安全保障アーカイブの研究者は南大西洋の閃光についての議論はここ数年で人工兵器の実験についての側面に移行したと指摘した。
「二重の閃光」のシグナルは大気中での核実験の特徴である一方で、古い衛星の経年劣化した検出器により生成された偽の電気信号や流星物質が衛星ヴェラに衝突したことによる可能性もあった。空気中の核副産物の存在など爆発を裏付けるものは確認されず、空中の放射性ダストを検出するためにアメリカ空軍が設計したボーイングWC-135による当該地域の数々の飛行でも検出されなかった。アメリカ国防情報局(DIA)、アメリカ海軍研究所(NRL)、防衛請負業者などを含む他のデータの検査官も閃光は核爆発によるものではないと結論付けた。事件に関する情報の一部は国家機密のままである。

## 探知

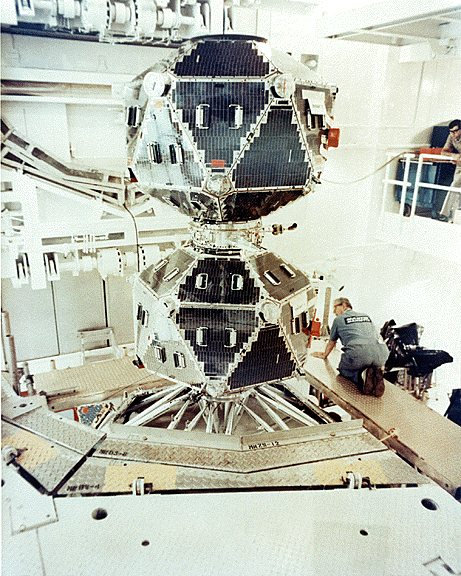
クリーンルームのVela-5A/B衛星。2つの衛星は打ち上げ後に分離する

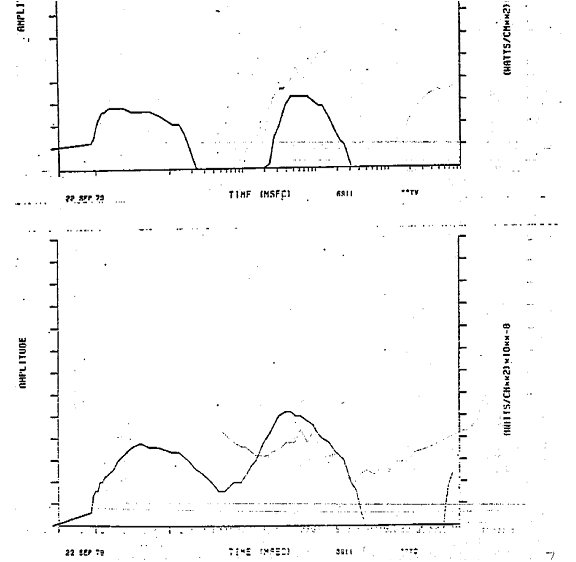
1979年9月22日にヴェラ衛星6911の2つのセンサーが検出したバングメーターの光パターン

部分的核実験禁止条約(PTBT)に違反する核爆発を探知するために特別に設計された様々なセンサーを搭載したアメリカのヴェラ衛星OPS 6911(Vela 10及びVela 5Bとしても知られる)が1979年9月22日午前0時53分(UTC)に「二重の閃光」を探知した。ヴェラはガンマ線、X線、中性子の探知能力に加えて、大気中の核爆発に関連する二重の閃光(初めは短く強烈な光でその次により長い光)を探知可能なシリコンフォトダイオードセンサー「バングメーター」を2つ搭載している。
衛星はクローゼー諸島(フランス領)とプリンス・エドワード諸島(南アフリカ領)間の南緯47度 東経40度 / 南緯47度 東経40度座標: 南緯47度 東経40度 / 南緯47度 東経40度での小規模(2～3kt)大気中核爆発特有の二重閃光を報告した。ヴェラ衛星が探知した過去41回の二重閃光は後に全て核爆発と確認されていた。アメリカとNATOが創設したソ連潜水艦探知用の音響監視システム (SOSUS) 及びテストミサイルの弾頭が着水した位置を探知するミサイル衝撃位置システム (MILS)などの他のシステムデータも当該地域での核爆発の可能性について更なる知識を得るために調査されたが、このデータは核兵器爆発の実質的な証拠としては不十分であることが判明した 。アメリカ空軍のWC-135B偵察機25ソーティ(機)が「二重の閃光」が報告された直後にインド洋の当該エリアを飛行したが、核放射線の痕跡の検出に失敗した。風力パターンの研究ではインド洋南部での爆発によるフォールアウト(放射性降下物)はオーストラリア南西部まで運ばれた可能性があると確認した 。事件の直後にオーストラリア南東部のビクトリア州とタスマニア州の羊から低レベルのヨウ素131(核分裂の短い半減期物質)が検出されたと報じられた一方でニュージーランドの羊にはそのような痕跡は示されなかった 。1979年9月22日の朝にプエルトリコのアレシボ電波天文台・電波望遠鏡は異常な電離層波を探知した。電離層波は南東部から北西部に移動したが観測史上前例がない出来事だった。
出来事が公になった後、アメリカ国防総省は出来事は爆弾の爆発または稲妻、隕石、太陽の輝きなどの自然現象の組み合わせのいずれかだと明らかにした。1979年10月の米国海軍研究所の技術サポートを受けたアメリカ国家安全保障会議(NSC)による初期の評価では、アメリカのインテリジェンス・コミュニティーはこの出来事が低出力の核爆発だという「強い自信」を持っているとしたが、放射性ダストは検出されておらず、「裏付けとなる地震または水中音響のデータは存在しない」とされた 。後のNSCの報告書では核実験が行われたかどうかについては「決定的ではない」と立場を修正した 。それでも同報告書では核実験が行われていた場合、責任は南アフリカ共和国に帰するべきだと結論づけた。

### 科学技術政策局の評価
ジミー・カーター政権は科学技術政策局(OSTP)に対しヴェラ・ホテル6911のデータを再調査し、探知された閃光が核実験によるものかどうか判断するために計装専門家の委員会の招集を求めた。結果は大統領任期中及び核の拡散防止と軍縮がテーマとして特に取り上げられた1980年の大統領選挙再選運動時にカーターにとって重要なものとなった 。SALT II条約は3ヶ月前に署名されアメリカ合衆国上院による批准を待っている状況であり 、イスラエルとエジプトは6ヶ月前にキャンプ・デービッド合意に署名していた。
カーター大統領の科学顧問でOSTP局長のフランク・プレスにより証拠を評価し事件が核爆発による可能性を判断する科学と工学の専門家の独立委員会が任命された。科学委員会自体の会長は国防総省の国防高等研究計画局の元局長でマサチューセッツ工科大学博士のジャック・ルイナが務めた。1980年夏の報告では、委員会は探知された光学的痕跡は実際の核爆発とは特に衛星の2つの検出器によって測定された強度比において重要な違いがあると指摘した。現在は機密解除されている報告書 ではヴェラ・ホテル衛星による測定の詳細が含まれている。
爆発を探知したのはいくつかのヴェラ衛星の一つに搭載された2組のセンサーだけであり、他の同様の衛星は地球の別の部分を監視していたか天候の状況により同じ出来事の観測を妨げた 。ヴェラ衛星は過去にフランスや中華人民共和国などの国々による41回の大気中の核実験を探知しており、その後に放射性降下物の試験を含む他の手段によって確認されている。ヴェラ事件の核起源の裏付けとなるものがないことはまた「二重の閃光」シグナルが未知の起源の偽の「動物園」シグナルであり、おそらく流星塵の衝撃によって引き起こされたことが示唆された。そのような核爆発を模倣した「動物園」シグナルは過去に数度受信していた。
それらの報告書では、閃光のデータは「過去に観測した核爆発からのシグナルの多くの特徴」を有している が、「慎重な調査では9月22日の出来事における光の痕跡に重要な偏りがあったことが明らかになり、核の出来事としての解釈に疑問が投げかけられた」と指摘した。彼らの最良のデータ分析ではセンサーが適切に較正されていれば、「閃光」の起源は偽の「動物園の出来事」だと示唆した。 従って彼らの最終決定はシグナルが核起源の可能性は排除できないとする一方で「関連する科学的評価における我々の経験に基づき、9月22日のシグナルは恐らく核爆発によるものではないというのが我々の共同判断である」というものであった。
Victor Gilinsky (アメリカ合衆国原子力規制委員会の元委員)は科学委員会の発見は政治的動機に基づいていると主張した 。核爆発が「二重の閃光」シグナルの原因だとを確認したような一部のデータが存在する。 同時刻に移動する「異常な」電離層の乱れがプエルトリコのアレシボ天文台で観測された が、地球の別半球で数千マイル離れていた。数か月後に西オーストラリア州で行われた試験で一部の核放射線レベルの上昇が見られた。 ニュージーランド国立放射線研究所による詳細な研究が行われたが、過剰な放射能の証拠は見つからずアメリカ政府が出資した核研究所においても同様だった 。ヴェラ・ホテルプログラムを手掛けていたロスアラモス国立研究所の科学者達はヴェラ・ホテル衛星の検出器は適切に機能しているとの確信を表明した。
当時エネルギー・核拡散に関する上院小委員会の事務局長だったLeonard Weissもまた特別委員会の発見について懸念を示し、イスラエルの核実験だとする増大するやっかいな意見に対抗するためにカーター政権によって仕組まれたものだと主張した 。イスラエルの核プログラムに関する具体的な情報は委員会に共有されず、それ故に委員会の報告書では政権が求めていた「もっともらしい否認」を作り出した。

## 可能性のある責任当事者
核爆発が起きていた場合、それはインド洋、南大西洋、アフリカの南端、南極大陸の小部分を覆う直径4800kmの円の内部で発生した。

### イスラエル
アメリカの情報機関は、イスラエルが独自の核兵器を恐らく保有しているとヴェラ事件よりかなり前に判断していた 。ジャーナリストのシーモア・ハーシュによれば、ヴェラ事件で探知された光はインド洋での第3回イスラエル・南アフリカ共同核実験であり、イスラエルはIDFの艦船2隻と「イスラエル軍人と核専門家の代表団」が実験のために送られたという 。作家のリチャード・ローズも、事件はイスラエルが南アフリカと協力して行った核実験であり、アメリカ政府は南アフリカとの関係の複雑化を避けるため故意に事実を不明瞭にしていると結論付けている 。同様に、Leonard Weissは、実験がイスラエルによって行われたが、歴代の米政権は外交の悪化を恐れ実験を隠蔽し続けていると主張した 。2008年の書籍『The Nuclear Express: A Political History of the Bomb and its Proliferation』でダニー・B・スティルマンとトーマス・C・リードは「二重の閃光」は南アフリカとイスラエルの共同核実験の結果だという意見を述べた 。David Albrightは『Bulletin of Atomic Scientists』に掲載された「二重の閃光」の出来事についての自身の記事で「仮に1979年の閃光が実験によるものだったなら、大半の専門家はおそらくイスラエルによる実験であることに同意する」と記述している。
2010年には1980年2月27日にジミー・カーター大統領が自身のダイアリーに「我々の科学者達の間でアフリカの南端付近の海洋でイスラエルが実際に核実験を行ったとの考えが広まりつつある」と記述していたと報じられた。
スタンフォード大学国際安全保障協力センターのLeonard Weissは「ヴェラ事件が南アフリカが支援したイスラエルの核実験であるという証拠の重みは圧倒的だ」と記述した。
リードはヴェラ事件はイスラエルの中性子爆弾の実験だと考えていると記述した  。公表されているデータによれば、当時当該地域を監視していたアクティブ状態のヴェラ衛星はなく、その絶好の機会をイスラエルが特に選んだことで実験は探知されなかったであろう。しかし、アメリカ政府によって公式に「退役」リストに入っていたが、データの受信は未だに可能だった10年前のヴェラ衛星が爆発を探知した。加えて、イスラエルは台風の中で実験を開始することを決めた 。モルデハイ・ヴァヌヌによれば1984年までにイスラエルは中性子爆弾を量産したという。

### 南アフリカ
南アフリカ共和国は当時核兵器計画を有しており 、事件の場所は同国の地理的位置に属していた。それにもかかわらず、同国は1963年の部分的核実験禁止条約に加盟 しており、アパルトヘイトの終結以降、南アフリカは同国の核兵器計画についての大半の情報を開示した。国際的な査察及びその後の国際原子力機関の報告によれば、南アフリカは「二重の閃光」事件から2ヶ月後の1979年11月までにそのような核爆弾を製造することはできなかったと報じた。IAEAは更に南アフリカの核爆弾の疑惑の全ては説明可能だと報じた。アメリカ軍備管理・軍縮局向けに作成された中央情報局 (CIA)の1980年1月21日付けの報告書では以下の様に結論付けた:
要するに、国務省・INRは南アフリカが9月22日に核実験を実施したという主張は「決定的ではない」としたが、もし核爆発がその日に起こったのならば、実施した可能性が最も高い候補国は南アフリカである。
1977年11月4日に採択された国際連合安全保障理事会決議413では南アフリカに対する強制武器禁輸措置の導入と全ての国家に対し「核兵器の開発・製造において南アフリカとのいかなる協力」も控えるよう要求した。
1979年にサッシャ・ポラコウ・スランスキーは南アフリカは核兵器を実験できるほど発展していないとし以下の様に記述している。「10月の初週までに、国務省は南アフリカはおそらく犯人ではないと気づいており、イスラエルはより有望な候補者だった」。

### ソビエト連邦
1979年、DIAは1963年の部分的核実験禁止条約に違反して行われた実験はソ連による可能性を報告した 。ソ連は20年前の1959年にソビエト連邦とアメリカの2国間で結ばれた1958年の一時停止措置（1961年にソ連によって一方的かつ公式に廃止された）に違反して太平洋で極秘の水中実験を数回実行していた 。

### インド
インドは1974年に核実験を実施している（コードネーム：微笑むブッダ）。インド海軍がこれらの南の水域までの活動が可能であることからインドが兵器を実験した可能性も考慮されたが、これは非現実的かつ不必要として退けられた（インドが1963年の部分的核実験禁止条約 (PTBT) に署名及び批准しており、初実験の際にも遵守していたことやインドは同国の核戦力を隠してはいないという事実のため）。

### パキスタン
アメリカ国家安全保障会議が要求した省庁間情報覚書「1979年9月22日の出来事」ではパキスタンが極秘に同国の核爆発技術の試験を望んでいる可能性を分析した。

### フランス
「二重の閃光」以降、核実験が行われていた場合フランス領のケルゲレン諸島の西部からそう遠くない地点で起こり、フランスが小型の中性子爆弾 または他の小型の戦術核爆弾の実験を行った可能性がある。

## その後
1980年以降、少量の新たな情報が見つかったが、大半の疑問は未回答のままであった:
この文章の短い形式は後の国家情報会議の1985年9月覚書で使われた。
- 1981年のロスアラモス科学研究所の報告書では以下のように指摘している:[50] TIROS-Nが00:54:49(UTC)に検出した電子降下の事象が地表核爆発（SNB）に関連しているかどうかを判断するために1979年9月22日に測定されたTIROS-Nのプラズマデータおよび関連する地球物理データが分析された。TIROS-Nの事象の2分前にヴェラの2つのバングメーターによって検出された光信号からそのような爆発の発生が推測されたが、我々は降下は異常に大きかったがユニークではないことを発見した。それは恐らくヴェラ信号の3分前に自然原因から異常に高い輝度まで明るくなった可能性のある既存のオーロラアークの上方の電子降下をTIROS-Nが通過したことによって生じたと考えられる。我々は、そのような事象は珍しいがユニークなものではなく、さらにこの特定の事象はヴェラ事件以前におそらく存在していたオーロラアークと関連していたという結論に達した。TIROS-NによってサンプリングされたアークのセグメントがSNBによって強化されたと主張されるかもしれないが、この論題を補強する証拠も、観測が自然磁気圏プロセスの結果でないことを示唆する証拠も見つけていない。
- 1984年10月の南アフリカの核計画についての国家情報評価書では以下のように指摘されている。1979年9月にアメリカの衛星が南大西洋で探知した閃光が核実験のものかどうかともしあったならば南アフリカによるものかどうかに関してインテリジェンス・コミュニティ内では未だにかなりの意見の相違が存在している。後者の場合、 南アフリカがこの見積もりの期間内に兵器をテストする必要性が大幅に減少する[51][要ページ番号] 後の1985年9月の国家情報会議の覚書Aにおいてもこの文言の短い形式が使われた[49]
- 1994年2月、有罪判決を受けた当時ソ連のスパイで南アフリカのサイモンズタウン海軍基地の司令官だったディーター・ゲルハルト代将は刑務所からの釈放時にこの事件について以下のように語った。私はその作戦の計画や実行に直接関与してはいないが、その閃光はイスラエルと南アフリカとの共同実験(コードネーム：「オペレーション・フェニックス」)によって生成されたと非公式に知った。その爆発はクリーンで探知されないはずだったが、彼らが考えていたほど彼らは賢くはなく、天候も変化した― だからアメリカ人達がそれを拾い上げることができた[52]。

更にゲルハルトは南アフリカ海軍の艦船は関与しておらず、核実験の直接情報も有していないと述べた。1993年に当時の大統領のフレデリック・ウィレム・デクラークは南アフリカは実際に組み立て済みの核兵器6発を保有し7発目を製造していたが、(1994年4月の最初の全人種の選挙以前に)それらは解体されたと認めた。ヴェラ事件または南アフリカの核兵器計画におけるイスラエルの協力についての特別な言及はなかった。
- 1997年4月20日、 イスラエルの日刊紙「ハアレツ」は、南アフリカの外務副大臣Aziz Pahadがインド洋の「二重の閃光」が、実際は南アフリカの核実験によるものであったと確認したようだと引用している 。 同紙はまた、イスラエルがディモナにある自国の原子力発電所に用いるウランを南アフリカから550トン分購入したという過去の報告も引用している。 引き換えに、イスラエルは南アフリカに核弾頭の威力を増強するための核兵器設計情報と核物質を供給したと言われている。[53] Pahadの声明は南アフリカのプレトリアにあるアメリカ大使館によって確認された[28][54]が、Pahadの報道官はPahadは「実験が実施されたという強い噂があり、それは調査されるべきだ」と語っただけだと述べた。言い換えれば、彼は長年に渡って循環している噂を単に繰り返しただけだった [55] デイビット・オルブライトはこの報道が作り出した騒ぎについてコメントし、以下のように述べた:[55]アメリカ政府はこの出来事に関して追加の情報を機密解除すべきである。存在する情報を世間へ徹底的に公表することで論争を解決することができるだろう。
- 1999年10月、包括的核実験禁止条約に反対するアメリカ上院の共和党政策委員会が発行したホワイトペーパーには以下のように記載されていた: 1979年9月にアメリカのヴェラ衛星の光学センサーが記録した南大西洋の閃光が核爆発かどうか、もし核爆発であったならば誰によるものかに関しては未だに不明瞭なままである[56][要ページ番号]。
- カーター政権時代のCIA長官 スタンスフィールド・ターナーは、2003年にヴェラの検出は「人工現象」であると述べた[57]
- 2006年の自著『On the Brink』でCIAの元工作員タイラー・ドラムヘラーは自身の1983年〜88年の南アフリカでの勤務について記述した：我々は作戦上の成功を収めた。最も重要なのはプレトリアの核能力に関することである。 私の情報源はアパルトヘイト政府が実際は1979年に南大西洋で核爆弾をテストしたことと、彼らがイスラエルの支援を受けて輸送システムを開発した明白な証拠をまとめて提供した。
- 2010年にジミー・カーターは自著『ホワイトハウス・ダイアリー』を出版した。 1980年2月27日に彼は「我々の科学者達の間でアフリカの南端付近の海洋でイスラエルが実際に核実験を行ったとの考えが広まりつつある」と記述した[34]
- 2010年のアメリカ外交公電ウィキリークス流出事件で公表された複数の外交公電ではヴェラ衛星から得られたデータのアメリカ国務省による初期評価の一部を明らかにした。1979年10月26日付の外交公電には以下のように記されていた：我々はこのデータに集中的な技術的評価を行い、この評価では核爆発がおそらく起こったという結論を支持する。—[58]
- アメリカの情報自由法に基づく記録の公開請求の後、大幅に編集された報告書と覚書の形でこの事件に関連するアメリカの情報の一部が機密解除された。2006年5月5日時点でこれらの機密解除された文書の多くはアメリカ国家安全保障アーカイブを通じて利用できるようになっている[9]
- 2016年12月のジョージ・ワシントン大学の国家安全保障アーカイブと核拡散国際歴史プロジェクトのWilliam BurrとAvner Cohenは南大西洋の閃光についての議論はここ数年で人工兵器の実験についての側面に移行したと指摘した[59] 国家安全保障アーカイブのブリーフィングは以下のように締めくくった:

中央情報局が支援する評判の高い科学者達の委員会は1979年9月22日の夜にアメリカのヴェラ衛星が探知した南大西洋の奇妙な光は核実験の可能性が高いと結論づけた。
新規に公開された研究及び後の報告書は大半が近年機密解除されたカーター政権下で核不拡散の代表と特使を務めたジェラルド・C・スミスの国立公文書のファイルの文書をベースとしている 。スミスはかつて「私は事件はイスラエルと南アフリカの共同作戦だという考えから抜け出すことが決してできなかった」と述べている。文書はDIAの副局長のジャック・ヴァローナがその後のアメリカの調査は「根拠薄弱な証拠」に基づく政治的思惑が原因で体裁のいいごまかし」だったと述べた1980年6月の米国務省の報告書を引用した。彼は「核の出来事に向かう証拠の重み」を付け加え、海軍研究所が分析した水中音響データを引用した。彼が示唆したデータは「海洋環境での核爆発特有のシグナルであり、プリンス・エドワードと南アフリカ南東のマリオン諸島の間の浅瀬のエリアから発せられた」ものを含んでいた。
- 2017年、日本の国立極地研究所の名誉教授である渋谷和雄は、昭和基地の地震計の記録から、数キロトン規模の海中核実験が3回連続して行われたとの説を発表した[60]。

## 大衆文化において
- ヴェラ事件はAbe Arielの小説『The Last War』の基礎をなしている。本小説は未知の島でのイスラエルによる中性子爆弾の実験について描写している[61]。
- 「NCIS:LA 〜極秘潜入捜査班」シーズン4のエピソード24「復讐」において、メキシコ砂漠で古いソ連の核爆弾が爆発した時にヴェラ事件についても手短に触れられた[62]。
- コナミデジタルエンタテインメントから発売されたコンピュータゲーム『METAL GEAR SOLID V』にて、コードトーカーが1984年当時から5年前の核実験としてヴェラ事件を示唆している。

## 関連リンク
- インドの大量破壊兵器
- 南アフリカの軍事史（英語版）
- イスラエルの大量破壊兵器
- パキスタンの大量破壊兵器

## さらなる文献
- Burton, Myra F.; Howard, Adam M., eds. (2016年). Foreign Relations of the United States, 1977-1980 (PDF). Vol. XVI (Southern Africa). Washington, DC: Department of State, Office of the Historian, Bureau of Public Affairs. pp. 1086–1114. 2016年9月9日閲覧.
- Marshall, Eliot (1979年11月30日). “Flash Not Missed by Vela Still Veiled in Mist”. Science. 206: 1051–52. doi:10.1126/science.206.4422.1051.
- Marshall, Eliot (1980年2月1日). “Scientists Fail to Solve Vela Mystery”. Science. 207: 504–06. doi:10.1126/science.207.4430.504. PMID 17795621.
- Marshall, Eliot (1980年8月29日). “Navy Lab Concludes the Vela Saw a Bomb”. Science. 209: 996–97. doi:10.1126/science.209.4460.996. PMID 17747218.
- Press, Frank (1981年1月16日). “Science and Technology in the White House, 1977 to 1980: Part 2”. Science. 211: 249–56. doi:10.1126/science.211.4479.249. PMID 17748010.
- Torrey, Lee (1980年7月24日). “Is South Africa a nuclear power?”. New Scientist. 87 (1211): 268. ISSN 0262-4079. OCLC 2378350. 2016年9月9日閲覧.
- Weiss, Leonard (2015年9月8日). “Flash from the past: Why an apparent Israeli nuclear test in 1979 matters today"”. Bulletin of the Atomic Scientists. 2016年9月9日閲覧.